# Protético

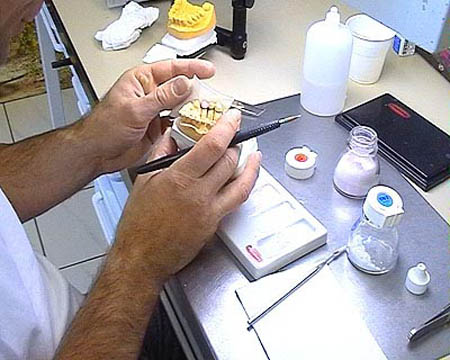

O técnico em prótese dentária, protético ou protésico é um profissional que estuda e elabora os trabalhos protéticos praticamente quase que artesanais na sua maioria confecciona próteses dentárias em laboratório. Está presente em todos os países onde a profissão odontológica alcançou status profissional.

## No Brasil
No início, fazer prótese era atividade de dentista. Quando muito, o dentista incumbia alguém, para executar certas tarefas de prótese. A própria odontologia tinha seus problemas com os chamados práticos licenciados, profissionais que exerciam a atividade sem formação. Até que na Revolução de 30, Getúlio Vargas resolveu tomar providências, com um decreto-lei referente à odontologia, que citava o protético. Foi criado um Serviço de Fiscalização da Saúde Pública, que ia aos consultórios e, conseqüentemente, aos laboratórios, já que na época estes não passavam de “cantinhos” dos consultórios dentários, pequenas salas anexas. Era na verdade, o Serviço de Fiscalização de Medicina, que controlava as atividades médicas, farmacêuticas e odontológicas. Esse foi o primeiro passo para em 1935, o governo desse um fim aos práticos licenciados, instituindo um exame de habilitação com certificado para quem quisesse exercer a odontologia.

### Profissional regulamentado
Norma Regulamentadora: Lei nº 6.710, de 05 de novembro de 1979 - Dispõe sobre a profissão de Técnico em Prótese Dentária e determina outras providencias.
Decreto nº 87.689, de 11 de outubro de 1982 - Regulamenta a Lei nº 6.710/79.
No momento encontra-se em andamento na Câmara dos Deputados o PL 6610/2009 - Dispõe sobre o exercício da profissão de Técnico em Prótese Dentária, determina outras providências e revoga a Lei nº 6.710, de 5 de novembro de 1979.
Temos também o PL 3690/2012 - Altera a lei que institui o Conselho Federal e os Conselhos Regionais de Odontologia e altera a Lei nº 4.324, de 14 de abril de 1964, e dá outras providências.

### Classificação Nacional de Atividades Econômicas
Código 32.507/06 - Serviços de prótese dentária (simples nacional)
Anexo V
Alíquota 8,00% a 22,90%
Atividades:
- Fabricação de dentes artificiais;
- Serviço de prótese dentaria;
Compreende
- a fabricação de instrumentos e utensílios para uso médico-cirúrgico, odontológico e de laboratório (bisturis, pinças, tesouras, sondas, boticões, etc.);
- a fabricação de seringas hipodérmicas de qualquer material, agulhas, cânulas, cateteres, etc.
- a fabricação de mobiliário para uso médico, cirúrgico e odontológico (mesas para operações cirúrgicas, equipamentos para mecanoterapia e massagens, cadeiras para dentistas com equipamento dental incorporado, etc.)
- a fabricação de aparelhos e instrumentos para correção de defeitos físicos, membros artificiais e aparelhos ortopédicos em geral
- a fabricação de calçados ortopédicos de qualquer material
- a fabricação de termômetros médicos
- a fabricação de cimento e gesso dentais
- a fabricação de materiais para uso médico-cirúrgico e odontológico (algodão, curativos e emplastros não impregnados com qualquer substância, etc.)
- a fabricação de dentes, dentaduras e os laboratórios de prótese dentária
- a fabricação de esterilizadores para laboratórios e hospitais
- a fabricação de artigos ópticos (óculos, lentes de contato, lentes para óculos, armações para óculos, óculos de sol e semelhantes)
- a fabricação de óculos para segurança e proteção
- os serviços de laboratórios óticos (lapidação de lentes)
Não compreende
- a fabricação de curativos, emplastros e materiais semelhantes impregnados com qualquer substância (21.23-8)
- a fabricação de marca passos (26.60-4)
- a fabricação de cadeiras de rodas (30.92-0)

### Classificação Brasileira de Ocupações
A CBO trata do reconhecimento da existência de ocupações no mercado de trabalho brasileiro e é publicada pelo Ministério do Trabalho e Emprego.
Técnico em prótese dentária - CBO 3224-10
Auxiliar da prótese dentária – CBO 3224-20

### Código de ética
Aprovado pela Resolução CFO-118/2012.
Novo texto do Código de Ética Odontológica, que entrou em vigor a partir de 01 de janeiro de 2013. 
http://www.cro-rj.org.br/ce/codigo-de-etica.pdf

### Registro no CRO
Exercer qualquer profissão regulamentada por lei sem ter a formação específica e sem ter a habilitação legal é exercício ilegal e é considerado crime. Caracteriza-se inobservância ao art. 47 da Lei de Contravenções Penais (Lei nº 3.688/41).

#### Portaria n.° 29
O protético dentário só entra em cena em 1943, através do Departamento Nacional de Saúde Pública que criou a Portaria n.° 29, que obrigava o protético a prestar exame, passando por uma banca examinadora, para só então, trabalhar com a prótese. Graças a essa exigência, os profissionais começaram a se conhecer. Acabavam se encontrando na inscrição e posteriormente, na Faculdade de Odontologia para prestar o exame prático e oral. A prova escrita pouco exigia do candidato. Eram questões simples, de terceira série primária, e na oral, as perguntas faziam referências aos aparelhos usados na atividade, ou seja, era uma prova apenas para legalizar os que já praticavam a profissão. Todos os inscritos foram aprovados. Depois de legalizados os protéticos passaram a sofrer uma maior fiscalização e a ter que requerer alvarás da prefeitura, para abrir seus laboratórios. Legalizada, a profissão começou a ganhar mais força e os profissionais foram ficando mais unidos. Tanto que fundaram uma Associação, a Associação Profissional dos Protéticos Dentários do Rio de Janeiro. Ideia de um grupo de 65 profissionais, liderados por Pedro Côco, Dulcardo Allioni, Mario Rocha Pinheiro e Nilda da Purificação. Isso no ano de 1944. A Associação que só foi reconhecida pelo Ministério do Trabalho, 11 anos depois, em 1955. Apesar dessa exigência “marginal”, a entidade não deixou de se organizar. Seu primeiro presidente foi Oswaldo de Azevedo Vidal, que ocupou o cargo por mais de um mandato. Na verdade, a associação teve apenas três diretorias, antes de se transformar em sindicato

### Insalubridade
A profissão de Técnico em Prótese Dentária é divida em diversas áreas, sendo algumas insalubres e outras não. Por esse motivo, para obter a insalubridade, é necessário entrar com um processo junto ao Ministério do Trabalho, que eles enviarão um perito técnico ao local de trabalho, para caracterizar e classificar a Insalubridade de acordo com as normas baixadas pelo Ministério do Trabalho.
Mas independente deste processo junto ao MT, a maioria dos laboratórios e clínicas pagam um percentual de 20% sob o salário do profissional.

## Nova Era
Nos últimos séculos, começou uma nova era da prótese dentária com Pierre Fauchard, século XVIII quando pela primeira vez descreveu a técnica de confecção de dentes artificiais. Por volta de 1907 Targart, aperfeiçoou o método de fundição e assim a prótese saiu do empirismo para entrar no rol dos trabalhos de exatidão. Na evolução dos materiais para base de próteses totais, nós saímos das dentaduras de madeira para o vulcanite (1919) até chegarmos às resinas acrílicas (1932) e hoje, as resinas com pigmentações imitando com perfeição, a mucosa dos pacientes, polimerizadas em energia de micro-ondas. Entramos nas fases das próteses flexíveis ou termoplástico de poliamida e polietileno. Nos dentes artificiais ou de estoque, dos dentes de porcelana prensados a vácuo, aos de acrílicos com duas, três e quatro camadas, com resistências e características similares aos dos dentes naturais. Na técnica de confecção laboratorial de coroas e pontes de resinas, da técnica de escultura em cera, inclusão, eliminação e prensagem para as resinas monopastas termo ativadas, polimerizadas em panelas termo pneumo hidráulicas para os sistemas foto ativáveis, os cerômeros atuais, técnica que levávamos horas para concluirmos os nossos trabalhos e hoje, os fazemos em minutos com muito mais qualidade, beleza, resistência e precisão.

## Fonte
https://www.spderj.org.br/historia/
https://www.spderj.org.br/informacoes-da-secretaria/
https://www.spderj.org.br/ - Sindicato dos Protéticos Dentários do RJ
http://www.cro-rj.org.br/ce/codigo-de-etica.pdf